# Z5/6次列车
Z5/6次“刘三姐号”列车，中国南宁至越南同登间使用T8701/8702次，在越南境内称为MR1/2次列车，是中国铁路运行于中华人民共和国首都北京至越南社会主义共和国首都河内的一趟国际联运直达特快列车，自1955年8月2日起开行，现由中国铁路南宁局集团有限公司南宁客运段北京一车队负责客运任务。列车使用中国铁路25T型客车，沿京广铁路、衡柳铁路、柳南城际铁路、湘桂铁路及河同铁路运行，在中国境内跨越北京、河北、河南、湖北、湖南及广西共四省一市一區，在越南境内跨越谅山省、北江省、北宁省和河内4省市，全程2891公里（国内区间全程2495公里）。其中北京西至河内每星期四、星期日在北京西站发车，每星期五、星期一经由南宁站换乘，于星期六、星期二抵达嘉林站，运行38小时21分，使用车次为Z5次、T8701次（中国境内）、MR2次（越南境内）；河内至北京西每星期六、星期二在嘉林站发车，每星期日、星期三经由南宁站换乘，每星期一、星期四抵达北京西站，运行35小时28分，使用车次为MR1次（越南境内）、T8702次、Z6次（中国境内）。列车多年来先后获得”全国文明单位”、“全路红旗列车”、“全国卫生列车”、“全国五一劳动奖状”、“全国用户满意服务”、“全国青年文明号”、“全国先进党组织”、全路首批“文明服务示范列车”、 广西首届“十佳文明窗口”等600多项荣誉称号。

## 历史

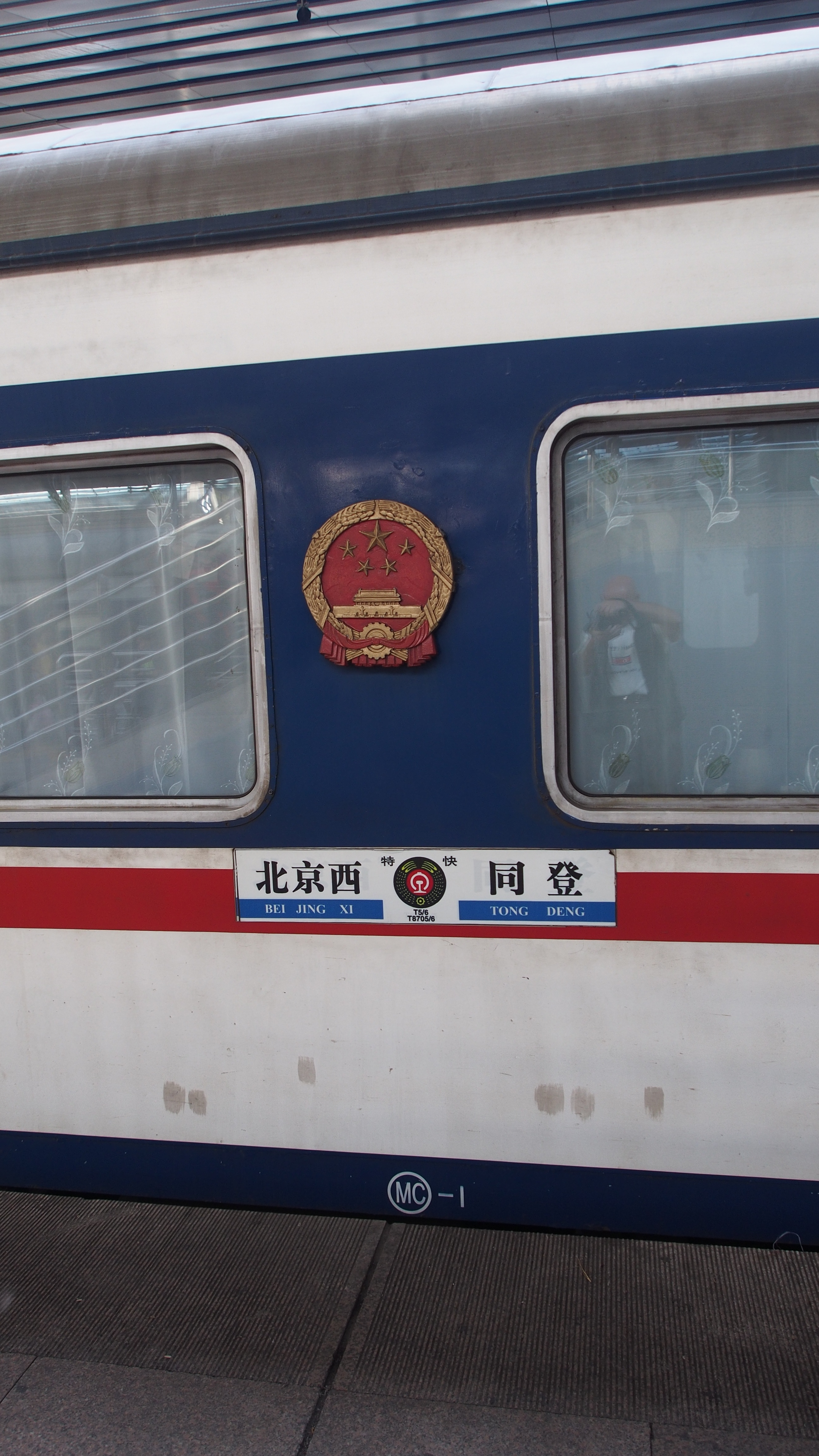
T5/6次列车时期的北京西－同登直通车厢。注意列车所贴水牌并非国际联运版次水牌；水牌下方的“МС”代表国际联运 (Note: “МС”为俄语“международном сообщении”（国际运输）的缩写)

中华人民共和国成立后，随着湘桂铁路南端凭祥至睦南关（今友谊关）的线路在1954年建成，中越铁路间实现接轨。1955年3月9日，中越铁路联运会议在北京举行，双方代表签署了《中越铁路联运协定》和《中越国境铁路协定》。8月1日，中越铁路联运开办。8月2日，北京－河内19/20次国际联运客车开行。由于当时凭祥－河内铁路为米轨，客车不能直通运行，旅客需在凭祥站换乘。1957年10月15日，武汉长江大桥建成通车，19次旅客列车成为第一列通过武汉长江大桥的列车。1958年5月21日起，19/20次列车车次变更为9/10次；1959年6月再改为5/6次，当时每周一、四编挂5节国际联运车厢直达凭祥，与越南办理国际联运，每周二、三、五、六、日列车终到南宁。
在文化大革命初期，由于广西壮族自治区是当时群众武斗比较严重的地方，中越铁路国际联运也受到一定影响，多次发生列车中断运行、援越物资被抢的事件。1967年6月12日，由凭祥开往北京的6次特快列车，因柳州两派群众组织发生武装冲突，阻塞在柳州站，列车被迫停止运行，后经国务院总理周恩来直接干预，列车才于6月15日从柳州站开出。1972至1977年，由于越南留学生出入境人数骤增，5/6次国际列车已不能满足需要，南宁客运段专运组在暑期增开凭祥经由南宁至满洲里的7/8次列车，以接送越南在苏联及东欧国家的留学生。
1970年代后期，苏联拉拢越南、越南出兵占领柬埔寨，导致地区形势紧张，也使中越关系降到低谷。越南方面并在1976年以后多次做出了阻碍中越铁路国际联运的举动。鉴于中越关系恶化，中国铁道部外事局于1978年12月22日电告国际铁路合作组织委员会和各参加国的铁路组织，宣布自即日起至另有通知时止，凡去往越南和来自越南的国际铁路联运旅客、行李、包裹和货物暂停发送，中越铁路联运中断。同日北京－河内联运客车停运，5/6次列车改至南宁站始发终到。
1994年4月1日，5/6次列车由非空调车更换为25G型空调车。1996年1月21日，5/6次列车的始发终到站由北京站移至新建的北京西站。
1990年代初，中越关系恢复正常化。1996年2月12日，北京－河内联运客车在中断运行17年后恢复通车，并于2月14日在凭祥和同登举行了通车仪式，中国广西壮族自治区主席成克杰和越南谅山省主席杨公达主持了通车仪式。恢复通车的联运客车车次在北京西至南宁间使用5/6次、中国南宁至越南同登间使用215/216次、越南境内使用M1/2次，每周开行两班，专门加挂两节软卧车厢供旅客乘坐出入境，旅客改在同登站换乘，其余时间仍在南宁站始发终到。

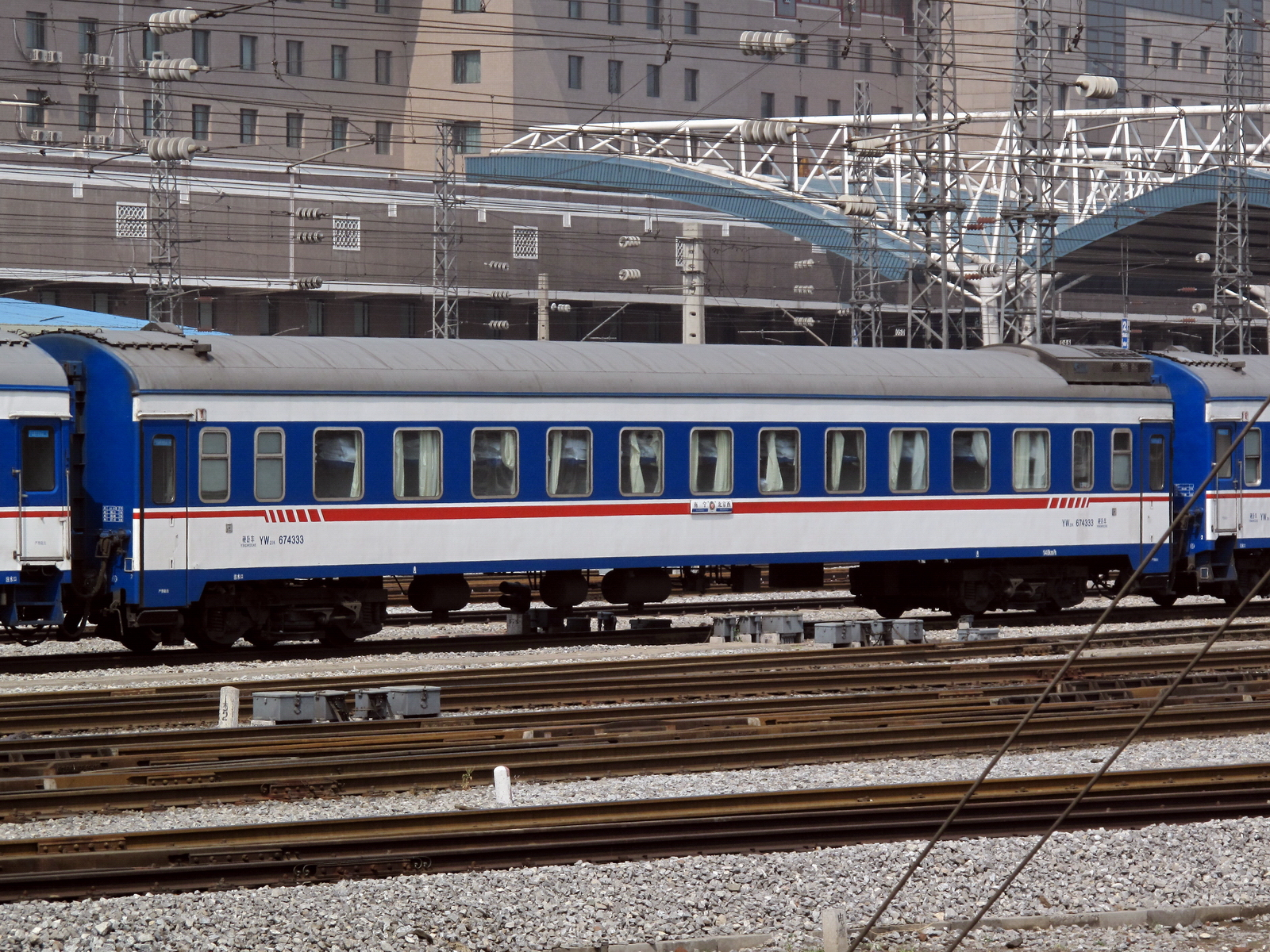
T5/6次特快列车编组中的YW25K硬卧车，于北京西站 (2010年)

1998年10月中国铁路实施第二次大面积提速，列车车次变更为K5/6次快速列车，同时将车体更换为长春客车厂、青岛四方机车车辆厂、南京浦镇车辆厂新造的25K型客车共计94辆。2000年10月21日，中国铁路实施第三次大提速后，列车车次又改为T5/6次特快列车、南宁至同登间车次变更为T875/876次。2001年7月17日起，在北京西至南宁间速度不变的情况下，南宁至河内间开始提速。其中南宁到河内压缩运行时间5个多小时，河内到南宁压缩运行时间3个多小时。2009年4月1日，中国铁路调整运行图，T875/876次列车车次变更为T8705/8706次。2013年12月28日，T5/6次列車于衡阳至桂林间改经衡柳铁路运行。2014年4月10日起，南宁至桂林间改经柳南城际铁路和衡柳铁路运行，南宁到桂林压缩运行时间至4小时41分钟，桂林到南宁压缩运行时间至5小时3分钟。

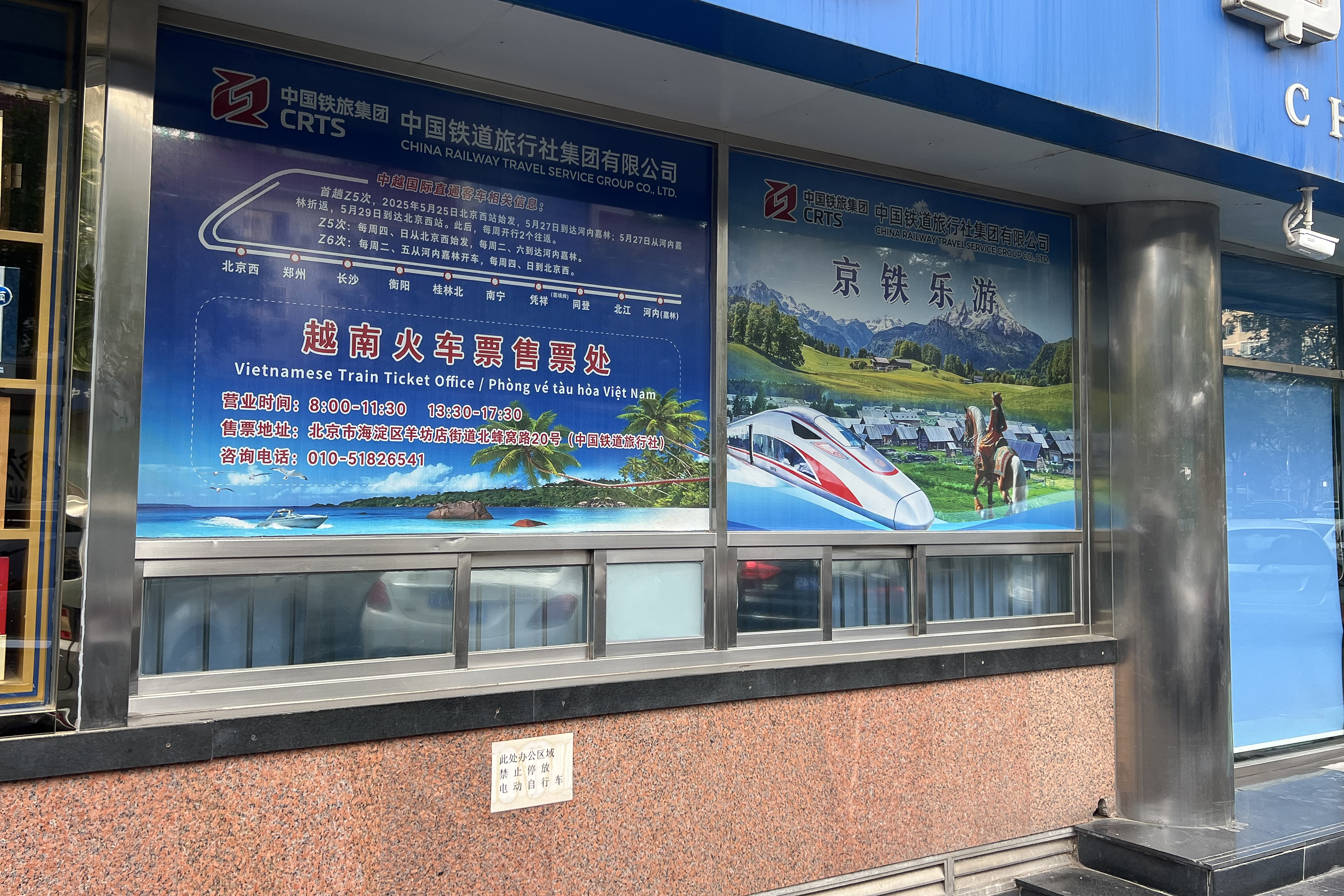
中国铁道旅行社北蜂窝总部的中越国际联运列车售票柜台

2014年12月10日，中国铁路总公司大规模调整列车运行图，T5/6次列车等级变更为直达特快列车，车次使用Z5/6次。同时原T5/6次列车附挂的T8705/8706次北京西－同登的两节国际联运车厢停运，前往越南或北京西站的旅客在南宁站换乘T8701/8702次列车。
2020年2月6日起，为配合新冠肺炎疫情相关防疫工作，Z5/6次列车暂停办理北京西与河内（嘉林）间国际旅客联运业务。
2025年5月25日起，随着T8701/2次恢复运营，Z5/6次列车重新办理国际联运业务，同时9号车厢亦开始张贴中华人民共和国国徽及中越双语列车方向牌，但因车辆自身并不跨境，并未加标字样。

## 2014年12月调整运行图
对此事件，有两种说法，一种以车次为本位，一种以车底为本位。

#### 说法1
2014年12月10日，铁路总公司大规模调整运行图。在此次调整中：
T5/6次列车的时刻在原先时刻的基础上进行变动，按直达特快列车标准安排时刻表，更换原T285/286次列车所使用的的25T型客车车底，由原T5/6次列车所运用车底的硬座、硬卧、软卧混编编组变更为原T285/286次列车所运用车底的纯卧铺编组。变更车次为Z5/T8701/MR2、MR1/T8702/Z6次。前往嘉林站/由嘉林站前往北京西站的乘客在南宁站换乘。更换车体并调整时刻表之后，Z5次列车北京西-南宁区段仅需23小时31分钟，Z6次列车全程仅需22小时55分钟，从北京到南宁一天抵达，成为继原T285/286次列车之后，第二个在京邕之间运行的“一天抵达”普速车次。
Z285/6次列车的时刻在T285/286次列车时刻的基础上进行变动，按直达特快列车标准安排时刻表，并更换浦镇厂生产的新型中国铁路25T型客车，由原T285/286次列车所运用车底的纯卧铺编组变为硬座、硬卧、软卧混编编组。变更车次为Z285/Z286次。
原T8705/8706次列车停运，至越南的乘客并入T8701/T8702次列车列别。

#### 说法2
2014年12月10日，铁路总公司大规模调整运行图。在此次调整中：
T285/286次列车的时刻在T5/6次列车时刻的基础上进行变动，按直达特快列车标准安排时刻表，并开始担当国际联运，变更车次为Z5/T8701/MR2、MR1/T8702/Z6次。前往嘉林站/由嘉林站前往北京西站的乘客在南宁站换乘。
T5/6次列车的时刻在T285/286次列车时刻的基础上进行变动，按直达特快列车标准安排时刻表，并更换浦镇厂生产的新型中国铁路25T型客车，不再担当国际联运，变更车次为Z285/Z286次。更换车体并调整时刻表之后，Z285次列车北京西-南宁区段仅需23小时30分钟，Z286次列车全程仅需23小时59分钟，从北京到南宁一天抵达，成为继原T285/286次列车（现Z5/6次列车）之后，第二个在京邕之间运行的“一天抵达”普速车次。
原T8705/8706次列车停运，至越南的乘客并入T8701/T8702次列车列别。

## 列车编组

### 现行编组

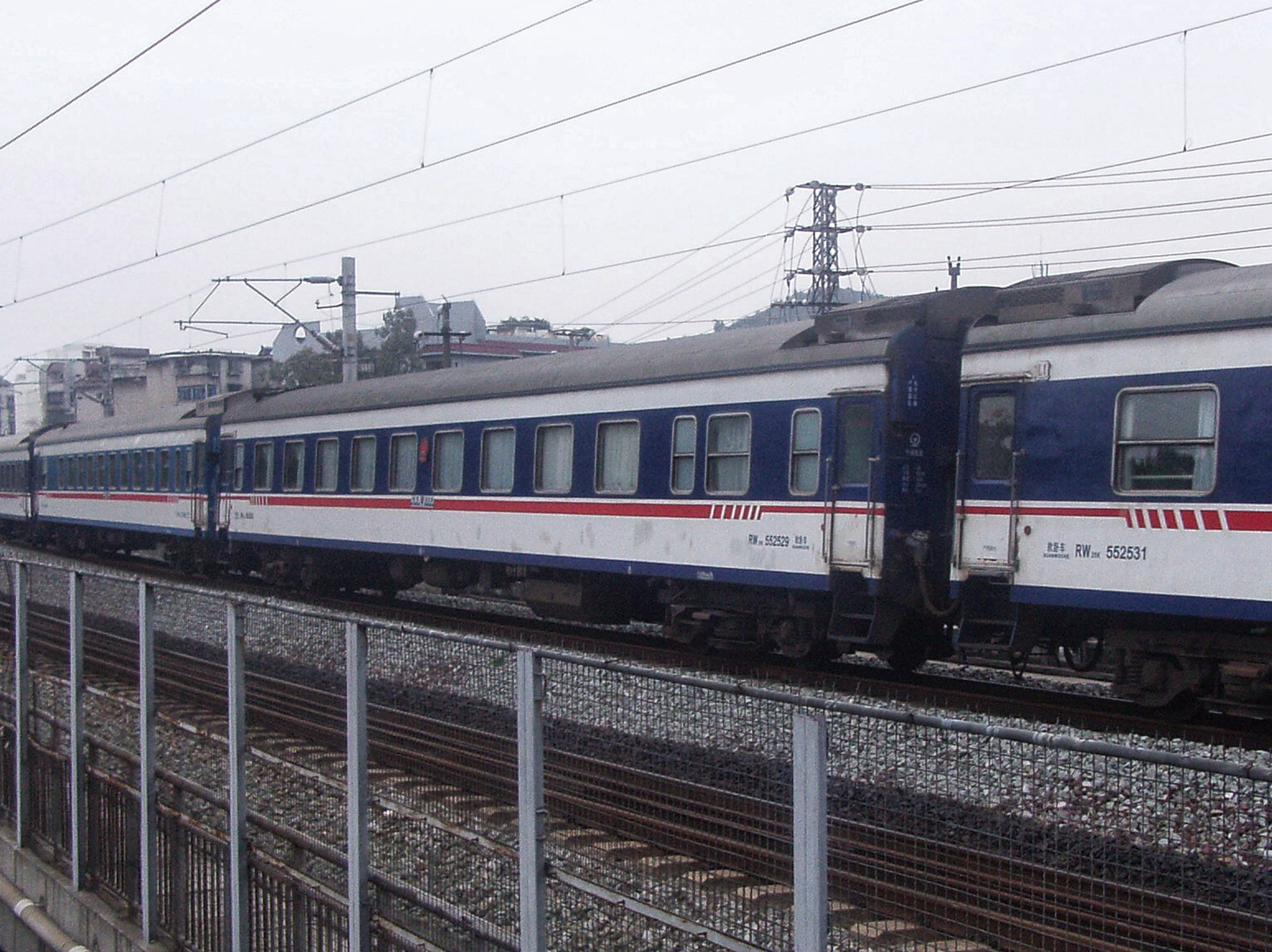
T6次列车编组中担当国际联运任务的的RW25K软卧车，拍摄于2014年12月6日。在逢国际联运列车开行时，T5/6次列车加挂两节带自发电功能的RW25K软卧车，往返于北京和同登区间。

Z5/6次列车使用配属中国铁路南宁局集团南宁车辆段的中国铁路25T型客车，该客车是国产25型系列客车的最新型号，最高运营时速达160公里，采用新型转向架和密接式车钩，大大减轻行车过程中的晃动，减少噪音的产生，增加了乘车的舒适性。客车上还备有充电设备，软卧包厢里配置有电视。
列车采取19节车厢编组，全列均为卧铺。其中硬卧车13辆，软卧车5辆，餐车1辆，由南宁客运段北京一车队负责客运任务，每日开行。北京西－河内的国际联运区间为9号软卧车厢，方向牌标有“北京西－南宁－河内（嘉林）”字样，供国际联运旅客乘坐。每星期四、星期日由北京西站发车，每星期六、星期二由嘉林站发车。国际联运旅客在南宁站换乘至T8701/MR2次列车的4/L1号软卧车厢（中国铁路25G型客车），相反方向亦然。
| 车厢编号   | 1-4                                                               | 5-8                                                               | 9                                                                 | 10                                                                | 11-19                                                             |
| 车型       | YW25T 硬卧车                                                      | RW25T 软卧车                                                      | RW25T 软卧车                                                      | CA25T 餐车                                                        | YW25T 硬卧车                                                      |
| 配属，备注 | 宁局南段，9号车厢的旅客在南宁站换乘至T8701/8702次列车的4/L1号车厢 | 宁局南段，9号车厢的旅客在南宁站换乘至T8701/8702次列车的4/L1号车厢 | 宁局南段，9号车厢的旅客在南宁站换乘至T8701/8702次列车的4/L1号车厢 | 宁局南段，9号车厢的旅客在南宁站换乘至T8701/8702次列车的4/L1号车厢 | 宁局南段，9号车厢的旅客在南宁站换乘至T8701/8702次列车的4/L1号车厢 |

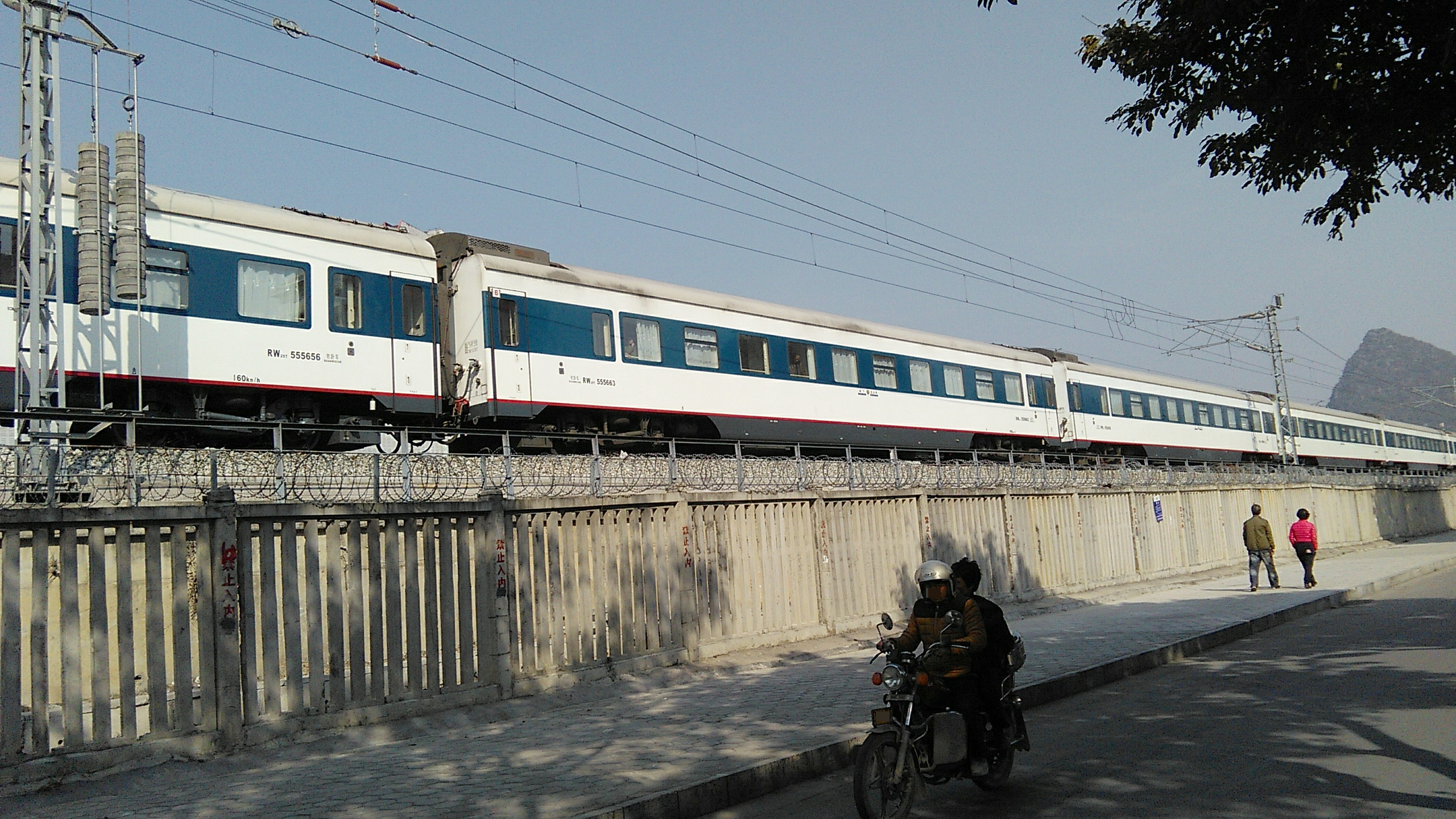
列车编组中的6号软卧车，摄于2015年1月2日
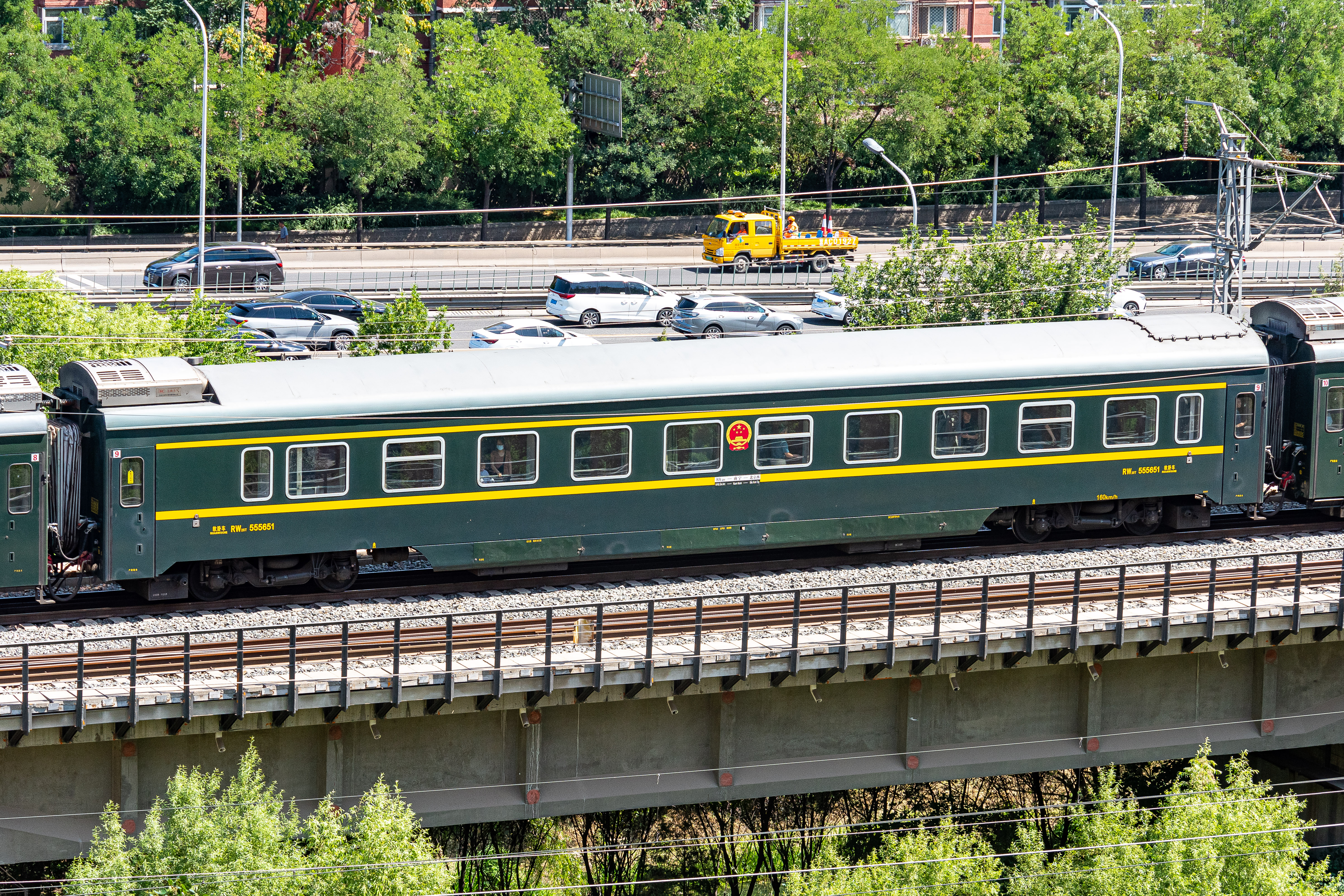
列车编组中的9号软卧车，自2025年5月起即便不搭载国际联运旅客亦全天张贴国徽与国际联运方向牌

### 历史编组
注：此历史编组系2014年12月8日及之前的T5/6次列车编组
| 运行区段 | 北京西↔南宁  | 北京西↔南宁      | 北京西↔南宁  | 北京西↔南宁  | 北京西↔南宁 | 北京西↔南宁  | 北京西↔南宁  | 南宁↔同登    | 南宁↔同登    | 同登↔河内           |
| 车厢编号 | 1            | 2                | 3-13         | 14           | 15          | 16-18        | 19           | 1            | 2-3          | 1-2                 |
| 车型     | UZ25K 邮政车 | KD25K 空调发电车 | YW25K 硬卧车 | RW25K 软卧车 | CA25K 餐车  | YZ25K 硬座车 | XL25K 行李车 | XL25K 行李车 | RW25K 软卧车 | 越南铁路客车 软卧车 |

## 机车交路

### 现行交路
Z5/6次列车在中国境内由中国铁路北京局集团北京机务段使用和谐3D型电力机车担当北京西至南宁间机车交路，北京/郑州/长沙/南宁司机在郑州站/武昌站/衡阳站轮乘；中国南宁至越南同登由中国铁路南宁局集团南宁机务段使用东风4D型内燃机车担当，由南宁机务段机车乘务员值乘。
越南境内同登至嘉林由越南铁路河内铁路运输股份公司安员机务段使用D14E型柴油机车（越南语：Đầu máy D14E）或D19Er型柴油机车（越南语：Đầu máy D19Er - Hữu Nghị）担当，由安员机务段司机值乘。
| 运行区段               | 北京西 ↔ 南宁                                                         | 南宁 ↔ 同登                        | 同登 ↔ 嘉林                                      |
| 本务机车 配属 司机更替 | 和谐3D型电力机车 京局京段 北京/郑州/长沙/南宁司机在鄭州/武昌/衡阳轮乘 | 东风4D型内燃机车 宁局邕段 南宁司机 | D14E型柴油机车 D19Er型柴油机车 越南铁路 越南司机 |

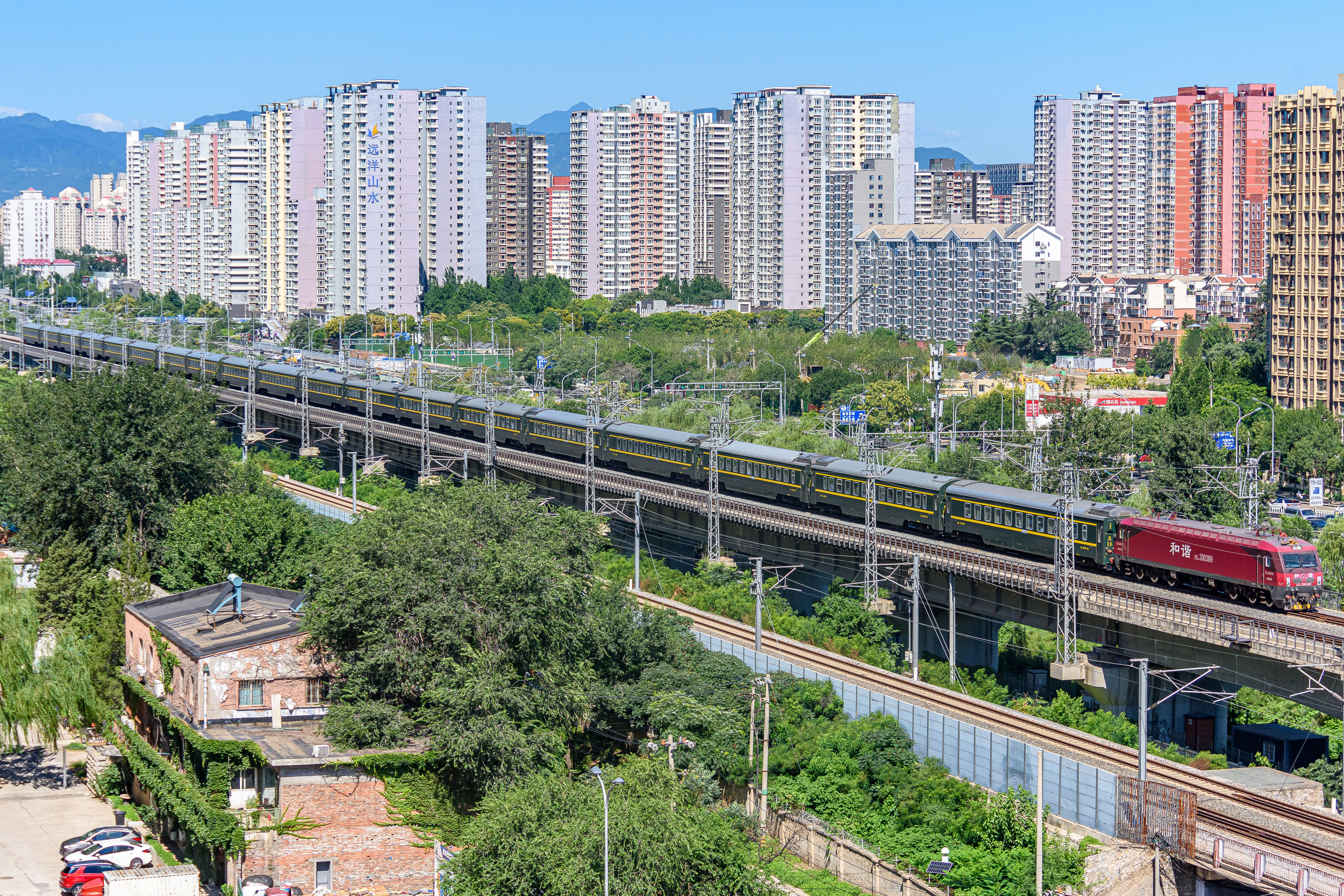
配属北京机务段的和谐3D型电力机车牵引Z6次列车通过西长铁路莲玉桥段（2025年7月）
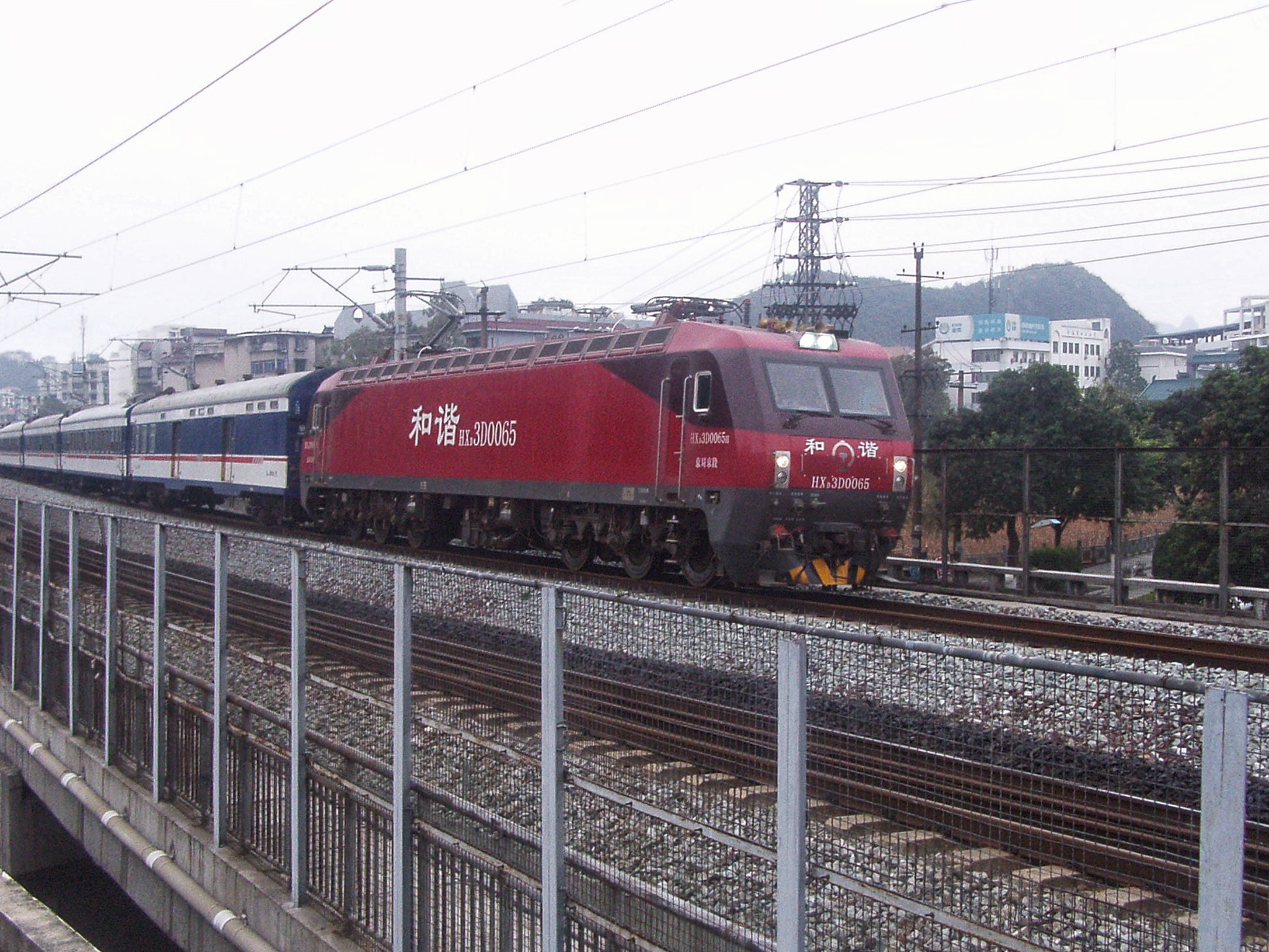
配属北京机务段的和谐3D型电力机车第0065号于2014年12月6日牵引的T6次列车是列车升级为Z5/6次列车前最后一班由同登站始发的国际列车。拍摄于桂林市秀峰区丽君街道丽君路铁路桥
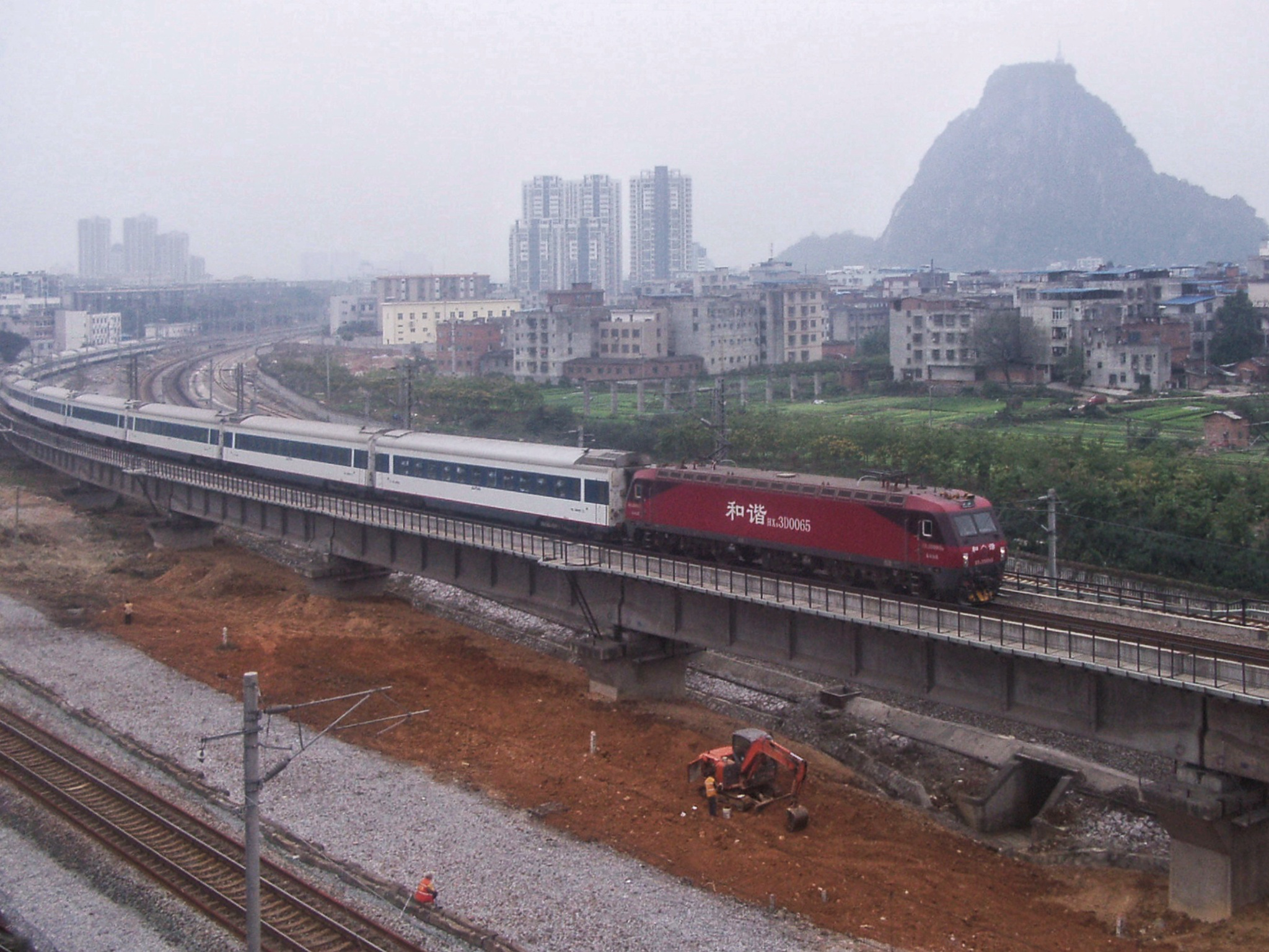
配属北京机务段的和谐3D型电力机车第0065号于2014年12月9日牵引的T6次列车是列车升级前最后一班使用T6次车次、同时亦为唯一一班采用25T型客车车底的列车。拍摄于柳州市柳南区潭西街道磨滩村附近的衡柳铁路上行正线跨线桥

### 历史交路
| 车站区段               | 北京西 ↔ 武昌                           | 武昌 ↔ 衡阳                                      | 衡阳 ↔ 南宁                                       | 南宁 ↔ 同登                                                                | 同登 ↔ 河内                                              |
| 本务机车 配属 司机更替 | 韶山8型电力机车 京局京段 石家庄司机担当 | 韶山8型电力机车 广铁株段 长沙/衡阳司机在长沙轮乘 | 和谐3C型电力机车 宁局柳段 柳州/南宁司机在柳州轮乘 | 东风4B型柴油机车 （或东风4D型柴油机车） 宁局邕段 （宁局柳段） 南宁司机担当 | D14E型柴油机车 越南铁路河内铁路局安园机务段 越南司机担当 |

| 车站区段               | 北京西 ↔ 武昌                           | 武昌 ↔ 衡阳                                      | 衡阳 ↔ 桂林                            | 桂林 ↔ 南宁                                       | 南宁 ↔ 同登                                                                | 同登 ↔ 河内                                              |
| 本务机车 配属 司机更替 | 韶山8型电力机车 京局京段 石家庄司机担当 | 韶山8型电力机车 广铁株段 长沙/衡阳司机在长沙轮乘 | 和谐3C型电力机车 宁局柳段 桂林司机担当 | 东风4D型柴油机车 宁局柳段 桂林/南宁司机在柳州轮乘 | 东风4B型柴油机车 （或东风4D型柴油机车） 宁局邕段 （宁局柳段） 南宁司机担当 | D14E型柴油机车 越南铁路河内铁路局安园机务段 越南司机担当 |

| 车站区段               | 北京西 ↔ 武昌                           | 武昌 ↔ 衡阳                                      | 衡阳 ↔ 南宁                                       | 南宁 ↔ 同登                                                                | 同登 ↔ 河内                                              |
| 本务机车 配属 司机更替 | 韶山8型电力机车 京局京段 石家庄司机担当 | 韶山8型电力机车 广铁株段 长沙/衡阳司机在长沙轮乘 | 东风4D型柴油机车 宁局柳段 柳州/南宁司机在柳州轮乘 | 东风4B型柴油机车 （或东风4D型柴油机车） 宁局邕段 （宁局柳段） 南宁司机担当 | D14E型柴油机车 越南铁路河内铁路局安园机务段 越南司机担当 |

## 时刻表

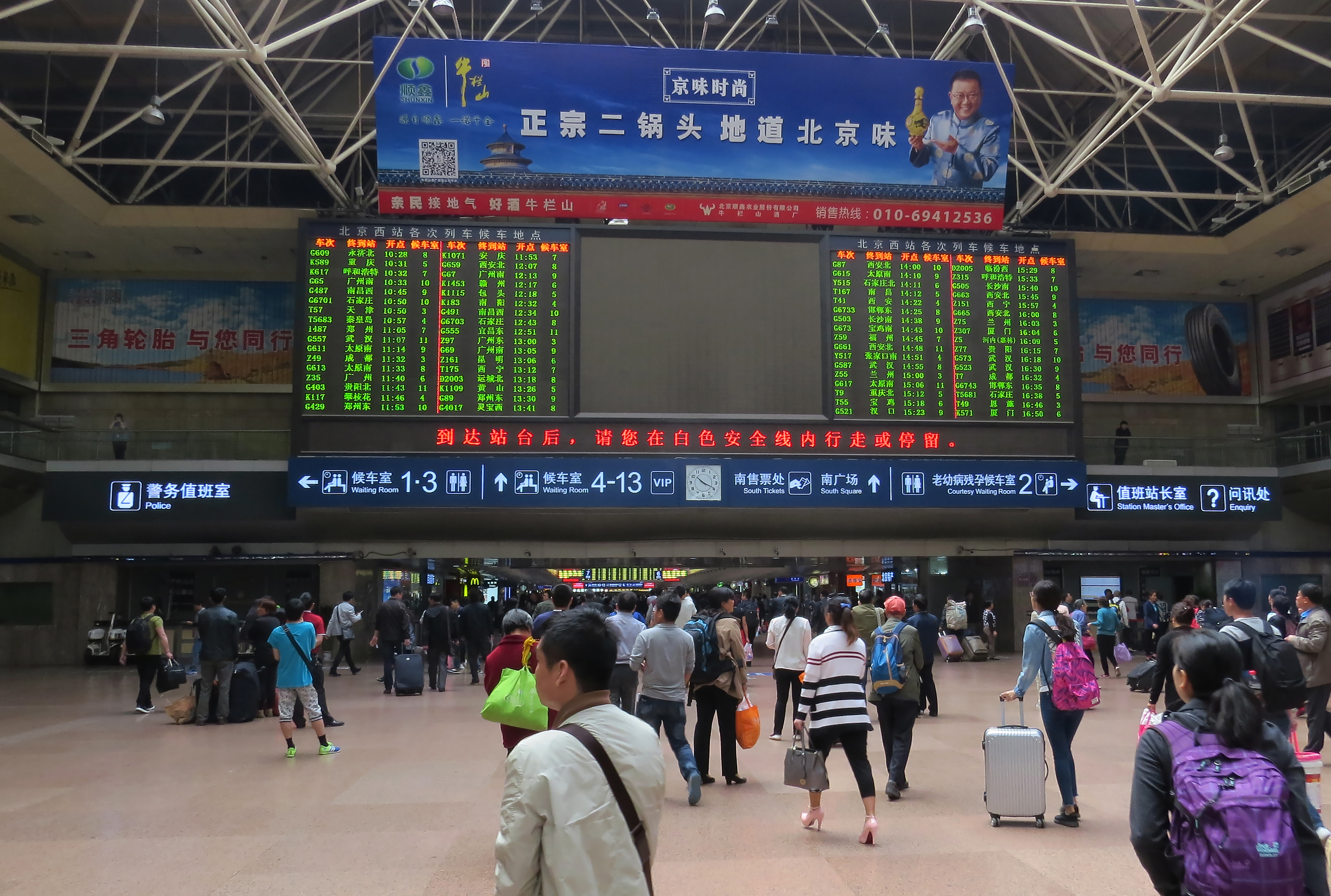
北京西站进站大厅的车次显示屏上，Z5次的终点站在每周四、周日显示为河内（嘉林）

### 现行时刻
- 注：中国与越南时差为1小时，中国境内段数据截止2025年7月1日调图。

| Z5次/T8701次/MR2次                                              | Z5次/T8701次/MR2次 | Z5次/T8701次/MR2次 | Z5次/T8701次/MR2次 | Z5次/T8701次/MR2次 | 停靠站   | MR1次/T8702次/Z6次 | MR1次/T8702次/Z6次 | MR1次/T8702次/Z6次 | MR1次/T8702次/Z6次 | MR1次/T8702次/Z6次 |
| 车次                                                            | 里程               | 天数               | 到点               | 开点               | 停靠站   | 到点               | 开点               | 天数               | 里程               | 车次               |
| --------------------------------------------------------------- | ------------------ | ------------------ | ------------------ | ------------------ | -------- | ------------------ | ------------------ | ------------------ | ------------------ | ------------------ |
| Z5                                                              | 0                  | 当天               | —                  | 16:05              | 北京西   | 09:59              | —                  | 第三天             | 2891               | Z6                 |
| Z5                                                              | 281                | 当天               | 18:30              | 18:36              | 石家庄   | 07:17              | 07:23              | 第三天             | 2610               | Z6                 |
| Z5                                                              | 689                | 当天               | 22:05              | 22:11              | 郑州     | 03:42              | 03:48              | 第三天             | 2202               | Z6                 |
| Z5                                                              | 1225               | 第二天             | 02:50              | 02:56              | 武昌     | 22:54              | 23:00              | 第二天             | 1666               | Z6                 |
| Z5                                                              | 1587               | 第二天             | 06:13              | 06:19              | 长沙     | 19:27              | 19:33              | 第二天             | 1304               | Z6                 |
| Z5                                                              | 1773               | 第二天             | 08:16              | 08:22              | 衡阳     | 17:22              | 17:28              | 第二天             | 1118               | Z6                 |
| Z5                                                              | 1909               | 第二天             | 09:43              | 09:49              | 永州     | ↑                  | ↑                  | 第二天             | —                  | Z6                 |
| Z5                                                              | 2108               | 第二天             | 11:16              | 11:23              | 桂林北   | 14:22              | 14:36              | 第二天             | 783                | Z6                 |
| Z5                                                              | 2272               | 第二天             | 12:47              | 12:53              | 柳州     | 12:46              | 12:55              | 第二天             | 619                | Z6                 |
| Z5                                                              | 2484               | 第二天             | 14:27              | 14:32              | 南宁东   | 11:03              | 11:08              | 第二天             | 407                | Z6                 |
| Z5/T8701                                                        | 2495               | 第二天             | 14:45              | 18:05              | 南宁     | 10:06              | 10:50              | 第二天             | 396                | T8702/Z6           |
| T8701                                                           | 2617               | 第二天             | 20:15              | 20:21              | 崇左     | 07:56              | 08:01              | 第二天             | 274                | T8702              |
| T8701                                                           | 2672               | 第二天             | 21:25              | 21:29              | 宁明     | 06:49              | 06:53              | 第二天             | 219                | T8702              |
| T8701                                                           | 2715               | 第二天             | 22:18              | 23:41              | 凭祥     | 04:31              | 06:05              | 第二天             | 176                | T8702              |
| ↑ 中国（北京时间 UTC+08:00） / 越南（越南标准时间 UTC+07:00） ↓ |                    |                    |                    |                    |          |                    |                    |                    |                    |                    |
| T8701/MR2                                                       | 2734               | 第二天             | 23:22              | 01:55              | 同登     | 00:55              | 02:50              | 第二天             | 157                | MR1/T8702          |
| MR2                                                             | 2847               | 第三天             | 04:33              | 04:36              | 北江     | 22:11              | 22:14              | 第一天             | 44                 | MR1                |
| MR2                                                             | 2891               | 第三天             | 05:30              | —                  | 河内嘉林 | —                  | 21:20              | 第一天             | 0                  | MR1                |

### 历史时刻
- T5/6（T8705/8706）次 北京西—南宁（—同登）
- 国际联运旅客在同登换乘越南铁路M2次列车前往河内（草行）
- 表内显示均为当地时間，括號內為北京時間。另外北京西到南宁区间线路运行时刻按2014年4月10日起计算，南宁到同登区间线路的运行时刻按2013年12月28日起计算，同登到河内段暂无时刻变动。

| T5次  | T5次 | T5次   | T5次         | T5次         | 停靠站 | T6次         | T6次         | T6次   | T6次 | T6次  |
| 车次  | 里程 | 天数   | 到点         | 开点         | 停靠站 | 到点         | 开点         | 天数   | 里程 | 车次  |
| ----- | ---- | ------ | ------------ | ------------ | ------ | ------------ | ------------ | ------ | ---- | ----- |
| T5    | 0    | 当天   | —            | 15:57        | 北京西 | 12:08        | —            | 第三天 | 2891 | T6    |
| T5    | 277  | 当天   | 18:35        | 18:41        | 石家庄 | 09:24        | 09:30        | 第三天 | 2610 | T6    |
| T5    | 689  | 当天   | 22:26        | 22:32        | 郑州   | 05:35        | 05:41        | 第三天 | 2202 | T6    |
| T5    | 1225 | 第二天 | 03:28        | 03:45        | 武昌   | 23:50        | 00:01        | 第三天 | 1666 | T6    |
| T5    | 1587 | 第二天 | 07:01        | 07:11        | 长沙   | 20:21        | 20:29        | 第二天 | 1304 | T6    |
| T5    | 1773 | 第二天 | 08:59        | 09:14        | 衡阳   | 18:11        | 18:32        | 第二天 | 1118 | T6    |
| T5    | 1909 | 第二天 | 10:44        | 10:50        | 永州   | 16:34        | 16:40        | 第二天 | 982  | T6    |
| T5    | 2116 | 第二天 | 13:07        | 13:17        | 桂林   | 13:56        | 14:11        | 第二天 | 775  | T6    |
| T5    | 2272 | 第二天 | 15:00        | 15:20        | 柳州   | 11:43        | 11:53        | 第二天 | 619  | T6    |
| T8705 | 2495 | 第二天 | 18:20        | 21:15        | 南宁   | 06:25        | 09:15        | 第二天 | 396  | T6    |
| T8705 | 2715 | 第三天 | 00:30        | 02:40        | 凭祥   | 01:20        | 02:38        | 第二天 | 181  | T8706 |
| M2    | 2733 | 第三天 | 02:21(02:59) | 03:50(04:28) | 同登   | 22:40(23:18) | 23:59(00:39) | 当天   | 163  | M1    |
| M2    | 2896 | 第三天 | 08:10(08:48) | —            | 河内   | —            | 18:30(19:08) | 当天   | 0    | M1    |

- T5/6次 北京西—南宁（每周开行两次国际联运）
- T5次每周四、日由北京西开，每周六、二到河内
- T6次每周二、五由河内开，每周四、日到北京西
- 旅客一律在同登站换乘
- 表内时刻均按北京时间计算

| T5次 | T5次 | T5次   | T5次  | T5次  | 停靠站 | T6次  | T6次  | T6次   | T6次 | T6次 |
| 车次 | 里程 | 天数   | 到点  | 开点  | 停靠站 | 到点  | 开点  | 天数   | 里程 | 车次 |
| ---- | ---- | ------ | ----- | ----- | ------ | ----- | ----- | ------ | ---- | ---- |
| T5   | 0    | 当天   | —     | 16:16 | 北京西 | 13:38 | —     | 第三天 | 2967 | T6   |
| T5   | 277  | 当天   | 18:54 | 18:57 | 石家庄 | 10:56 | 10:58 | 第三天 | 2690 | T6   |
| T5   | 689  | 第二天 | 00:37 | 00:43 | 郑州   | 07:10 | 07:16 | 第三天 | 2278 | T6   |
| T5   | 1205 | 第二天 | 03:36 | 03:38 | 汉口   | 02:16 | 02:18 | 第三天 | 1762 | T6   |
| T5   | 1225 | 第二天 | 03:57 | 04:05 | 武昌   | 01:49 | 01:57 | 第三天 | 1742 | T6   |
| T5   | 1587 | 第二天 | 07:23 | 07:29 | 长沙   | 22:21 | 22:29 | 第二天 | 1380 | T6   |
| T5   | 1773 | 第二天 | 09:21 | 09:29 | 衡阳   | 20:22 | 20:30 | 第二天 | 1194 | T6   |
| T5   | 1914 | 第二天 | 11:34 | 11:42 | 永州   | 18:08 | 18:16 | 第二天 | 1053 | T6   |
| T5   | 2135 | 第二天 | 14:30 | 14:36 | 桂林   | 14:58 | 15:06 | 第二天 | 832  | T6   |
| T5   | 2311 | 第二天 | 16:45 | 16:53 | 柳州   | 12:39 | 12:47 | 第二天 | 656  | T6   |
| 215  | 2566 | 第二天 | 20:00 | 21:15 | 南宁   | 07:00 | 09:50 | 第二天 | 401  | T6   |
| 215  | 2786 | 第三天 | 01:05 | 02:40 | 凭祥   | 01:41 | 03:25 | 第二天 | 181  | 216  |
| M2   | 2804 | 第三天 | 03:21 | 04:50 | 同登   | 23:50 | 01:00 | 第二天 | 163  | 216  |
| M2   | 2967 | 第三天 | 09:10 | —     | 河内   | —     | 18:50 | 当天   | 0    | M1   |

- K5/6次 北京西—南宁（每周开行两次国际联运）
- K5次每周一、五由北京西开，每周三、日到河内
- K6次每周二、五由河内开，每周四、日到北京西
- 旅客一律在同登站换乘
- 表内显示均为当地时间，括号内为北京时间

| K5次 | K5次 | K5次   | K5次         | K5次         | 停靠站 | K6次         | K6次         | K6次   | K6次 | K6次 |
| 车次 | 里程 | 天数   | 到点         | 开点         | 停靠站 | 到点         | 开点         | 天数   | 里程 | 车次 |
| ---- | ---- | ------ | ------------ | ------------ | ------ | ------------ | ------------ | ------ | ---- | ---- |
| K5   | 0    | 当天   | —            | 10:51        | 北京西 | 17:18        | —            | 第三天 | 2967 | K6   |
| K5   | 277  | 当天   | 13:32        | 13:34        | 石家庄 | 14:34        | 14:36        | 第三天 | 2690 | K6   |
| K5   | 689  | 当天   | 17:25        | 17:31        | 郑州   | 10:37        | 10:44        | 第三天 | 2278 | K6   |
| K5   | 1205 | 当天   | 22:41        | 22:43        | 汉口   | 05:26        | 05:28        | 第三天 | 1762 | K6   |
| K5   | 1225 | 当天   | 23:02        | 23:10        | 武昌   | 04:59        | 05:07        | 第三天 | 1742 | K6   |
| K5   | 1587 | 第二天 | 02:52        | 02:58        | 长沙   | 01:10        | 01:18        | 第三天 | 1380 | K6   |
| K5   | 1773 | 第二天 | 04:57        | 05:05        | 衡阳   | 23:04        | 23:12        | 第二天 | 1194 | K6   |
| K5   | 1914 | 第二天 | 07:10        | 07:18        | 永州   | 20:49        | 20:58        | 第二天 | 1053 | K6   |
| K5   | 2129 | 第二天 | 10:26        | 10:43        | 桂林北 | 17:33        | 17:50        | 第二天 | 838  | K6   |
| K5   | 2135 | 第二天 | 10:52        | 11:04        | 桂林   | 17:12        | 17:23        | 第二天 | 832  | K6   |
| K5   | 2311 | 第二天 | 13:26        | 13:45        | 柳州   | 14:19        | 14:35        | 第二天 | 656  | K6   |
| 215  | 2566 | 第二天 | 17:38        | 20:23        | 南宁   | 07:12        | 10:30        | 第二天 | 401  | K6   |
| 215  | 2786 | 第三天 | 00:04        | 03:34        | 凭祥   | 00:56        | 03:20        | 第二天 | 181  | 216  |
| M2   | 2804 | 第三天 | 03:30(04:30) | 06:00(07:00) | 同登   | 20:30(21:30) | 23:00(24:00) | 当天   | 163  | 216  |
| M2   | 2967 | 第三天 | 11:30(12:30) | —            | 河内   | —            | 14:00(15:00) | 当天   | 0    | M1   |

## 事故
2006年9月24日下午16时40分，配属柳州铁路局柳州机务段的东风4D型3107号机车，牵引由南宁开往北京西的T6次列车经由湘桂铁路运行。当列车运行至桂林市全州县才湾镇境内的鲁板桥道口（有人看守）处时，与一辆突然熄火并卡在钢轨上动弹不得的农用车相撞，致使机车右侧严重受损并导致两名农用车司乘人员受伤，列车停运1小时20分。

## 车次运用史
Z5/6这对车次曾于20世纪90年代末用于廣九直通車，当时Z字头的含义为准高速，车底为25Z型。:140:72000年10月21日，中国铁路实施第三次大提速，广九准高速列车的车次全部规范为T字头，Z字头因此留空。
2004年4月18日，全国铁路在第五次大提速中增开多对直达特快列车，其中包括北京至上海的5对，Z5/6这对车次由此再次启用，该列车与Z7/8、Z13/14次均由上海铁路局担当，Z1/2、Z21/22次则由北京铁路局担当，五班京沪直特均使用青岛四方-庞巴迪-鲍尔铁路运输设备有限公司制造的25T型车底。京沪Z5/6次采用全软卧编组，最初中途不停站，2007年增加南京停站，2008年加挂软座车厢。
2008年12月21日，Z5/6次京沪直特改为D305/306次卧铺动车组列车，原有的BSP车底曾借调北京局，用于北京至杭州的Z9/10次列车，后又被上海局用于北京至南通的Z51/52次列车，2009年转配沈阳铁路局，用于北京至大连的Z81/80、Z79/82次列车。Z5/6这对车次在六年内未重新启用，直至2014年12月10日T5/6次列车升级。

## 参看
- 京邕高速动车组列车
- 中越关系
- T8701/8702次列車[註 4]
- T287/290、T288/289次列车[註 5]
- Z285/286次列车[註 6]
- K21/22次列车[註 7]
- 京邕卧铺动车组列车[註 8]